# Marco Probo Mariano
Marco Probo Mariano (Sulmona, 1455 – Sulmona, 1494) è stato un poeta e vescovo cattolico italiano.

## Biografia
Nato a Sulmona, figlio del giureconsulto Antonio Mariano, secondo il Riccio Minieri Marco Probo Mariano pretendeva di discendere da Ovidio. Canonico della 
cattedrale di Sulmona, fu protetto del cardinale Juan Borgia il quale lo chiamò con sé a Roma. Fece parte dell'Accademia Romana. Il cardinale Borgia gli fece ottenere una diocesi da Papa Alessandro VI. Mariano è noto per Parthenias liber in diuae Mariae historiam, un poema in sette libri in lingua latina nel quale si ripercorrono i principali avvenimenti della Madonna dalla nascita all'Assunzione, che fu pubblicato postumo nel 1524 a Napoli da Antonio Frezza.